# Nullvektor
A nullvektor a matematikában a vektorterek egy speciális vektora, ami a vektorösszeadás neutrális eleme. Néhány példa nullvektorra: a  nulla szám, a nullmátrix és a nullfüggvény. Skalárszorzatos vektorterekben a nullvektor minden vektorra ortogonális. Normált térben az egyetlen nulla normájú vektor. Egy lineáris tér minden altere tartalmazza a tér nullvektorát, ami önmagában is alteret alkot. A nullvektort használják a lineáris algebra több fontos fogalmának definiálásához, mint a lineáris függetlenség, bázis és magtér. Fontos szerepet játszik lineáris egyenletrendszerek megoldásában.

## Definíció
Egy {\displaystyle V} vektortér nullvektora az a {\displaystyle 0_{V}\in V} vektor, amire
{\displaystyle v+0_{V}=0_{V}+v=v}
minden {\displaystyle v\in V} esetén. Tehát ez az elem a vektorok összeadásának neutrális eleme.

## A nullvektor jelölése
A magyar szakirodalomban a nullvektor jelölése egy aláhúzott nulla. Általában meg kell különböztetni az alaptest nullelemétől; csak egydimenziós vektorterekben tekinthetők megegyezőknek. Kezdő- és végpontja egybeesik, irányt nem lehet neki tulajdonítani.

## Példák
- A valós számok {\displaystyle \mathbb {R} } fölötti vektorterében a nulla szám nullvektor.
- A komplex számok {\displaystyle \mathbb {C} } vektorterében a {\displaystyle 0+0i} szám a nullvektor, ami szintén megfelel a nulla skalárnak.
- A {\displaystyle K^{n}} koordinátatérben a nullvektor a {\displaystyle (0_{K},\ldots ,0_{K})} n-es, ahol az összes koordináta a test nulleleme.
- A {\displaystyle K^{m\times n}} mátrixtérben a nullelem a nullmátrix, ami az alaptest nullelemével van kitöltve.
- A sorozatok {\displaystyle {\mathbb {K} }^{\mathbb {N} }} vektorterében a {\displaystyle (0_{\mathbb {K} },0_{\mathbb {K} },\ldots )}  sorozat a nullvektor. Nem tévesztendő össze az analízisben használt nullsorozattal.
- Adva legyen egy {\displaystyle A} halmaz, és egy {\displaystyle W} vektortér. Tekintjük azokat a függvényeket, melyek az {\displaystyle A} halmazból a {\displaystyle W} vektortérbe mennek. Ezek a függvények vektorteret alkotnak, melynek nullvektora az  {\displaystyle f\equiv 0_{W}} függvény, ahol {\displaystyle 0_{W}} a célvektortér nullvektora.

## Tulajdonságok

### Egyértelműség
Egy vektortér nullvektora egyértelmű. Ha egy vektortérben adva van két nullvektor, akkor vizsgálhatjuk az összegüket:
{\displaystyle 0=0+{\bar {0}}={\bar {0}}}
ebből azonnal adódik a vektorok egyenlősége.

### Skalárral szorzás
Minden {\displaystyle \alpha \in K} skalárra teljesül, hogy:
{\displaystyle \alpha \cdot 0_{V}=0_{V}}
és hasonlóan, a vektortér minden {\displaystyle v\in V} vektorára:
{\displaystyle 0_{K}\cdot v=0_{V}},
ami közvetlenül adódik a két disztributivitásból az {\displaystyle \alpha =\beta =0_{K}}, illetve {\displaystyle u=v=0_{V}} helyettesítésekből. Ezzel együtt teljesül, hogy:
{\displaystyle \alpha \cdot v=0_{V}\Leftrightarrow \alpha =0_{K}} vagy {\displaystyle v=0_{V}},
mivel abból, hogy {\displaystyle \alpha \cdot v=0_{V}} következik, hogy {\displaystyle \alpha =0_{K}} vagy {\displaystyle \alpha \neq 0_{K}}, továbbá {\displaystyle v=\alpha ^{-1}\cdot 0_{V}=0_{V}}.

### Speciális terek
Normált vektorterekben a nullvektor normája nulla, és a nullvektor az egyetlen ilyen vektor. Ez következik a norma definitségéből és abszolút homogenitásából. Félnormával ellátott terekben több vektor is lehet nulla normával.
Skalárszorzatos vektorterekben a nullvektor ortogonális a tér összes vektorára, vagyis minden {\displaystyle v\in V} esetén
{\displaystyle \langle 0_{V},v\rangle =\langle v,0_{V}\rangle =0_{K}},
ami következik a skalárszorzat linearitásából, illetve szemilinearitásából. Speciálisan, a nullvektor ortogonális önmagára, és - a skalárszorzat definitsége miatt - az egyetlen ilyen vektor a vektortérben.
Egy további speciális eset a pszeudoskalárszorzatos vektortereké, melyekben a pszeudoskalárszorzat egy nem feltétlenül pozitív definit bilineáris, komplex terekben szeszkvilineáris forma. Ezt az elméleti fizikában metrikának nevezik. A nulla normájú vektorok alkotják a tér nullkúpját. Fizika szempontjából fontos a Minkowski-tér, ahol ezek a vektorok fényszerűek, és a nullkúp a fénykúp hiperfelülete.
Egy nem feltétlenül pozitív definit {\displaystyle \Psi } kvadratikus alakkal ellátott valós vektortérben izotrópnak nevezik azokat a {\displaystyle v} vektorokat, ahol {\displaystyle \Psi (v)=0}. Az izotróp vektorok halmaza izotróp kúp, vagy nullkúp. A {\displaystyle \Psi (v):=v\cdot v} mennyiséget szintén nevezik  pszedudoskalárszorzatnak.

### Vektoriális szorzás
A háromdimenziós {\displaystyle V=\mathbb {R} ^{3}} euklideszi vektortérben tetszőleges vektor és a {\displaystyle 0\in \mathbb {R} ^{3}} nullvektor vektoriális szorzata szintén nulla:
{\displaystyle v\times 0=0\times v=0}.
Speciálisan, a nullvektor vektoriális szorzata önmagával:
{\displaystyle v\times v=0}
A Jacobi-azonosság is teljesül, azaz három vektorból páronként ciklikusan képzett skalárszorzatok összege a nullvektor:
{\displaystyle u\times (v\times w)+v\times (w\times u)+w\times (u\times v)=0}.

## Alkalmazások

### Lineáris kombinációk
Egy {\displaystyle (v_{i})_{i\in I}} vektorcsalád, ahol {\displaystyle I} indexhalmaz, a nullvektor kifejezhető lineáris kombinációként:
{\displaystyle 0_{V}=\sum _{i\in I}\alpha _{i}\cdot v_{i}}
A vektorcsalád, illetve elemei lineárisan függetlenek, ha a nullvektor csak egyféleképpen fejezhető ki lineáris kombinációként, mégpedig úgy, hogy {\displaystyle \alpha _{i}=0_{K}} minden {\displaystyle i\in I} indexre. Mivel a nullvektor lineárisan függ önmagától, ezért nem lehet lineárisan független vektorcsalád eleme, így nem tartalmazhatja bázis sem.
Egy vektortér alterei mindig tartalmazzák a nullvektort; a legkisebb altér egyedül a nullvektorból áll, ez a nullvektortér. Ennek a bázisa az üres halmaz, mivel vektorok üres összege definíció szerint a nullvektor:
{\displaystyle \sum _{i\in \emptyset }v_{i}=0_{V}}.

### Lineáris leképezések
Legyenek {\displaystyle V}, {\displaystyle W} vektorterek ugyanazon {\displaystyle K} test fölött! Ekkor, ha {\displaystyle T\colon V\to W} lineáris leképezés, akkor a nullvektort a nullvektorra képezi le:
{\displaystyle T(0_{V})=T(0_{K}\cdot 0_{V})=0_{K}\cdot T(0_{V})=0_{W}}.
A {\displaystyle W} vektortér nullvektorára a {\displaystyle V} vektortér több vektora is leképeződhet. Ezek a vektorok alteret alkotnak, a lineáris leképezés magterét. Egy lineáris leképezés injektív, ha magtere csak a nullvektorból áll. 

### Lineáris egyenletrendszerek
Egy homogén lineáris egyenletrendszer:
{\displaystyle T(v)=0_{W}}
mindig megoldható, hiszen {\displaystyle v=0_{V}} mindig megoldás. Ezt a megoldást triviálisnak nevezzük. Csak a triviális megoldás létezik, ha a {\displaystyle T} lineáris leképezés magja csak a nullvektor.
Ezzel szemben egy inhomogén lineáris egyenletrendszernek:
{\displaystyle T(v)=w}, {\displaystyle w\neq 0_{W}}
sosem megoldása a nullvektor. Egyértelmű megoldása akkor van, ha a hozzá tartozó homogén lineáris egyenletrendszernek csak a triviális megoldása létezik. Ez következik a szuperpozíciós tulajdonságból. 

## Forrás
- Gilbert Strang. Lineare Algebra. Berlin u. a.: Springer (2003. március 24.)

## Fordítás
- Ez a szócikk részben vagy egészben  a   Nullvektor című német Wikipédia-szócikk fordításán alapul.  Az eredeti cikk szerkesztőit annak laptörténete sorolja fel. Ez a jelzés csupán a megfogalmazás eredetét és a szerzői jogokat jelzi, nem szolgál a cikkben szereplő információk forrásmegjelöléseként.